# Shimon Peres
Shimon Peres (em hebraico:  שמעון פרס; Wiszniew, 2 de agosto de 1923 – Ramat Gan, 28 de setembro de 2016) foi um político israelense. Foi presidente de Israel de 2007 até 2014. Recebeu o Nobel da Paz de 1994, junto com Yitzhak Rabin e Yasser Arafat.
Peres foi primeiro-ministro de Israel nos períodos de 1984 a 1986 e de 1995 a 1996, e co-fundador do Partido Trabalhista israelense (1968).
Foi eleito em 13 de junho de 2007 para exercer o cargo de presidente de Israel, tomando posse a 15 de julho de 2007.

## Origens
Peres nasceu Szymon Perski em Wiszniew, então parte da Polónia, localidade hoje denominada Višnieva (em bielorrusso Ві́шнева), na província de Minsk. Seus pais eram Yitzhak Perski (1896–1962) e Sara Meltzer (1905–1969).
Sua família mudou-se em 1932 para o Mandato Britânico da Palestina, que desde 1948 constitui o estado de Israel. É parente da atriz norte-americana Lauren Bacall (nascida Betty Joan Perske; 1924-2014).

## Primeiro-ministro (1984-1986)
Nas eleições de 1984 não houve vencedor entre os dois maiores partidos israelenses. Através de um acordo entre estes dois partidos, foi criado um Governo Unido, com Peres como primeiro-ministro entre os anos 1984-1986 e como ministro das Relações Exteriores no período de 1986-1988.
Em 1985 Peres e o ministro da Defesa Yitzhak Rabin retiraram as forças israelenses do Líbano, permanecendo exclusivamente no Sul, na fronteira entre o Líbano e Israel.

## Nobel da Paz
Em 1993 Israel ainda participava das Conversações em Madrid que não avançavam e não apresentavam quaisquer resultados.
Yossi Beilin informou a Peres sobre a existência de negociações secretas com a Organização para a Libertação da Palestina (OLP) e este compartilhou a informação com Yitzhak Rabin. Em agosto de 1993 Peres e Mahmoud Zeidan Abbas assinaram o primeiro acordo em Oslo.
Em setembro de 1993 foi assinado na Casa Branca o Acordo de Paz de Oslo.
No ano seguinte, Shimon Peres recebeu o Nobel da Paz, juntamente com Yitzhak Rabin e Yasser Arafat.
Em 1993 Peres publicou seu livro "O Novo Oriente Médio". Neste livro, ele transmite sua visão sobre o futuro do Oriente Médio, no qual interesses nacionais e econômicos seriam os guardiães da Paz nesta zona.
O nome do livro passou a ser uma expressão utilizada, em especial por parte dos direitistas de Israel, como fantasia irreal e contra as ideias contidas neste livro.

## Primeiro-ministro (1995-1996)
Em 1995 o primeiro-ministro de Israel, Yitzhak Rabin foi assassinado e Shimon Peres, Ministro dos Negócios Estrangeiros foi nominado a preencher o cargo até meados de 1996, quando perdeu nas eleições a Benjamin Netanyahu.
Em 2005 Peres demitiu-se oficialmente do Partido "Avoda" apoiando e tornando-se membro do Partido Kadima.

## Presidente (2007-2014)
Em 2007 o Kadima anunciou que lançaria Shimon Peres como seu candidato à presidência de Israel.
Em 13 de junho do mesmo ano foi feita a eleição no Knesset. Na primeira votação Peres conseguiu 58 votos, insuficientes para se eleger. Após esta votação, Reuven Rivlin do Likud (37 votos) e Colette Avital do Partido Trabalhista (21 votos) retiraram suas candidaturas. Na segunda votação Shimon conseguiu 86 votos a favor (23 contra e duas abstenções), superando o mínimo exigido de 61 votos.
Shimon assumiu assim aos 84 anos de idade, a Presidência em 15 de julho para um mandato de sete anos. Deixou o cargo em 24 de julho de 2014.

## Cargos políticos
- Presidente
- Primeiro-ministro
- Ministro do Exterior
- Ministro das Comunicações
- Ministro do Interior
- Ministro do Desenvolvimento do Negev e da Galileia

## Vida pessoal
Em maio de 1945, Peres casou com Sonya Gelman, que ele conhecera no acampamento para jovens Ben Shemen, onde seu pai serviu como professor de carpintaria. Os dois se casaram após Sonya terminar seu serviço militar no exército britânico durante a Segunda Guerra Mundial. Ao longo dos anos, Sonya optou por ficar longe da mídia e manter a privacidade de sua família, apesar da extensa carreira política de seu marido. Ela morreu em 20 de janeiro de 2011, aos 88 anos, de insuficiência cardíaca em seu apartamento em Tel Aviv. Peres e Sonya tiveram três filhos e oito netos.
Em 13 de setembro de 2016, Peres foi hospitalizado em coma induzido, por conta dum derrame cerebral. O estado de saúde dele era até então considerado grave. Shimon faleceu em 28 de setembro de 2016, aos 93 anos.